# Leptopogon
Leptopogon är ett fågelsläkte i familjen tyranner inom ordningen tättingar.

## Arter i släktet
Släktet omfattar fyra till fem arter med utbredning från södra Mexiko till norra Argentina:
- Sepiakronad tyrann (L. amaurocephalus)
- Skifferkronad tyrann (L. superciliaris)
  - Leptopogon [s.] albidiventer – urskiljs som egen art av BirdLife International
- Rostbröstad tyrann (L. rufipectus)
- Inkatyrann (L. taczanowskii)

## Familjetillhörighet
Släktet behandlas vanligen som en del av familjen tyranner. Vissa taxonomiska auktoriteter har dock valt att dela upp tyrannerna i flera familjer efter DNA-studier som att tyrannerna består av fem klader som skildes åt redan under oligocen. Leptopogon förs då till familjen Pipromorphidae.